# Problématique
La problématique est la présentation d'un problème qui soulève une interrogation qu'il faut résoudre.

## Cas de la dissertation
La problématique d'une dissertation est la question à laquelle l'auteur doit répondre par une argumentation étayée.

### Concept
La problématique pose la question à laquelle la dissertation doit répondre.
Incluse dans l'introduction, généralement vers sa fin, elle doit déterminer un cadre spatial et/ou temporel.
Afin d'être correctement construite, la problématique requiert d'être extraite de l'énoncé, c'est-à-dire du sujet de l'épreuve. La problématique permet de rendre compte des sous-entendus ou des postulats plus ou moins explicites de l'énoncé. Elle met en évidence les liens logiques entre les termes du sujet.
La problématique se présente comme une réflexion sur l'énoncé à la forme interrogative.
La problématique ne demande pas la définition d'un mot. Elle peut impliquer un travail de reformulation qui peut être sous la forme d'un paradoxe. C'est une question complexe qui demande d'être capable de conjuguer plusieurs informations, parfois divergentes, en les justifiant, tout en restant axiologiquement neutre.
Le schéma thèse(s) / antithèse(s) / synthèse permet une présentation des points de vue.
Cela ne doit pas empêcher le rédacteur d'argumenter dans le sens d'une prise de position dans l'ultime partie de sa dissertation.

### Cheminement
En tant que question directrice, toutes les parties de la dissertation doivent répondre à la problématique. Les parties doivent aussi se répondre entre elles, car la dissertation exige un cheminement. Chaque argument de la dissertation doit pouvoir répondre, ne serait-ce que partiellement, à la problématique. La problématique représente donc un cheminement regroupant un thème, des interrogations évoquées par ce thème, une question précise et l'hypothèse que l'on en fait.

## Cas des travaux de recherche universitaire
Dans le cas d'un mémoire universitaire (type mémoire de master ou de thèse), et plus largement dans la recherche scientifique, la problématique "fonde l'acte de la construction théorique. Elle constitue un cadre cohérent et argumenté qui prend la forme d'une réponse hypothétique à la question de recherche". Elle exprime ainsi "l'angle de vue, le périmètre, les choix théoriques et conceptuels que le chercheur choisit et décide d'adopter". La problématique peut donc être vue comme le "Comment" de la recherche, alors que la question de recherche en est le "Quoi". (Ibid.). 

La problématisation constitue, selon l'épistémologie rationaliste de Bachelard, le "sommet actif de la recherche" : Le rôle principal du chercheur est de poser les problèmes, lesquels ne se posent jamais tous seuls. Dans la Théorie de l'enquête de Dewey, Le problème désigne un déséquilibre entre un sujet et son milieu et l'acte de problématisation - en tant qu'institution du problème - constitue la première étape dans la dynamique de résolution du problème, c'est-à-dire du "rétablissement de l'équilibre perdu" (Ibid.)